# 戚继光墓
戚继光墓，位于山东省烟台市蓬莱区南王街道办事处芝山林场，是明代抗倭将领戚继光的墓葬。2006年12月7日公布为山东省文物保护单位，2013年3月5日公布为第七批全国重点文物保护单位。